# Aire urbaine de Luçon
L’aire urbaine de Luçon est une aire urbaine française constituée autour de la commune de Luçon, dans le département la Vendée, en région Pays-de-la-Loire.
Au 1er janvier 2011, ses 11 786 habitants du recensement de 2007 font d’elle la 348e aire urbaine française.

## Caractéristiques

### Délimitation
D’après la délimitation établie en 2010 par l’Institut national de la statistique et des études économiques, l’aire urbaine de Luçon se compose de 3 communes, toutes situées dans le département de la Vendée, dans l’arrondissement de Fontenay-le-Comte.

### Commune du pôle urbain
Son pôle urbain est formé par l’unité urbaine de Luçon, qui est considérée comme une « ville isolée », c’est-à-dire, une unité urbaine monocommunale (Luçon).

### Communes rurales
Les 2 autres communes sont considérées comme des « communes rurales monopolarisées » :
- Chasnais ;
- Les Magnils-Reigniers.

## Importance dans le contexte départemental
L’aire urbaine de Luçon représente au sein du département de la Vendée :
| Nombre de communes | Part du département | Superficie (km2) | Part du département | Population (hab.) | Part du département |
| ------------------ | ------------------- | ---------------- | ------------------- | ----------------- | ------------------- |
| 3                  | 1,12 %              | 60,25            | 0,90 %              | 11 659            | 1,78 %              |

## Composition
| Nom                   | Code Insee | Statut | Superficie (km2) | Population (dernière pop. légale) | Densité (hab./km2) |
| --------------------- | ---------- | ------ | ---------------- | --------------------------------- | ------------------ |
| Luçon                 | 85128      |        | 31,52            | 9 394 (2015)                      | 298                |
| Chasnais              | 85058      |        | 10,77            | 724 (2015)                        | 67                 |
| Les Magnils-Reigniers | 85131      |        | 17,96            | 1 609 (2015)                      | 90                 |

## Démographie
| 1999   | 2007   | 2012   | 2013   |
| ------ | ------ | ------ | ------ |
| 11 186 | 11 786 | 11 667 | 11 659 |